# Saccourvielle
Saccourvielle este o comună mică din sud-vestul Franței, situată în departamentul Haute-Garonne din regiunea Occitanie. Este situată în apropierea lanțului muntos Pirinei și face parte din cantonul Bagnères-de-Luchon.

## Geografie

#### Amplasare

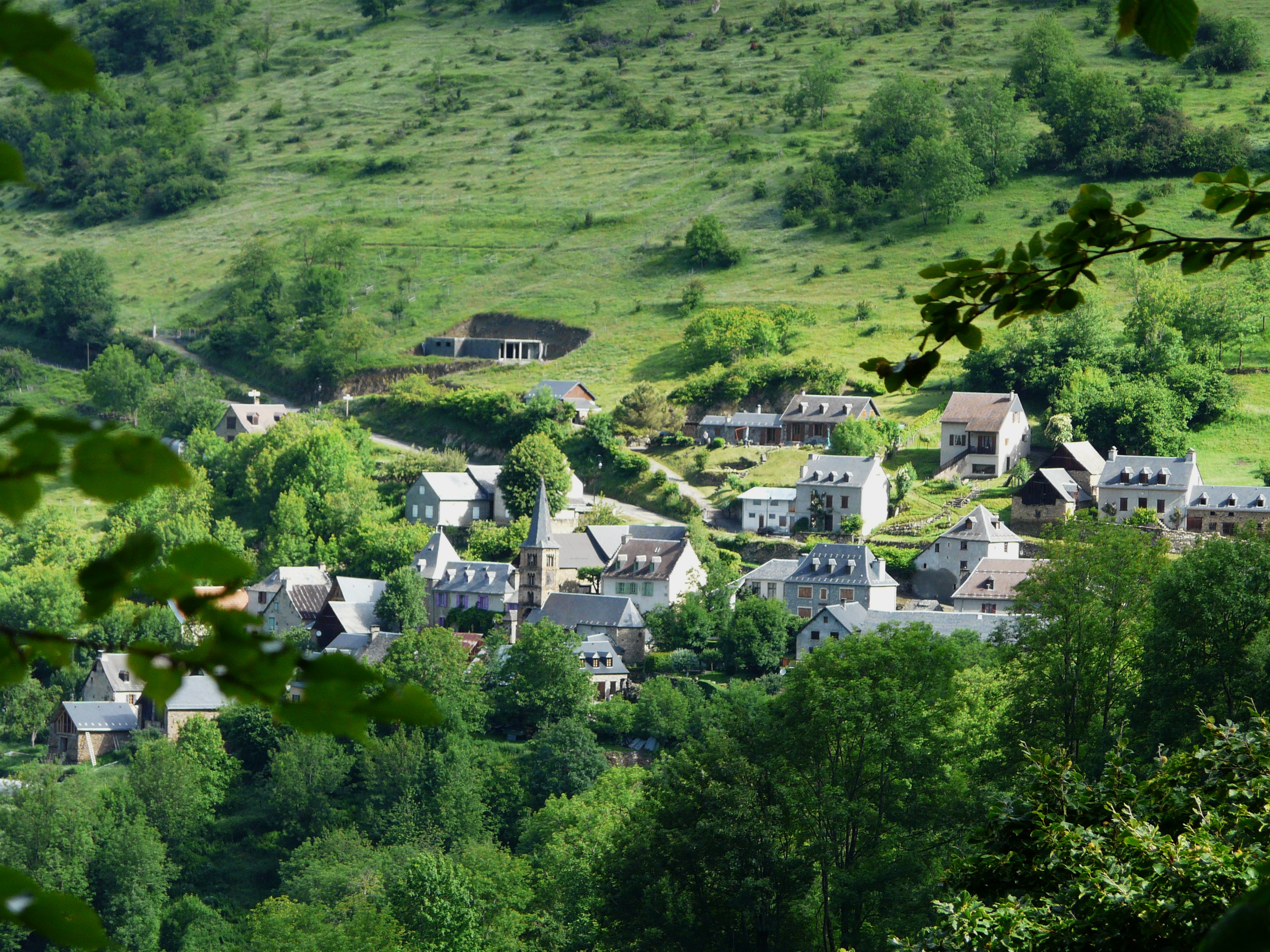
Saccourvielle

Saccourvielle este o comună mică și pitorească situată în departamentul Haute-Garonne din regiunea Occitanie din sud-vestul Franței. Este situată la o distanță de 113 km în linie dreaptă de Toulouse, capitala departamentului și la 35 km de Saint-Gaudens, subprefectura departamentului. Comuna se află la o distanță de 4 km de Bagnères-de-Luchon, centrul administrativ al cantonului Bagnères-de-Luchon.
Saccourvielle face parte din bazinul hidrografic Bagnères-de-Luchon și este înconjurată de alte șase comune, inclusiv Antignac, Benque-Dessous-et-Dessus, Cazarilh-Laspènes, Moustajon, Saint-Paul-d'Oueil și Trébons-de-Luchon.
Din punct de vedere istoric și cultural, Saccourvielle face parte din Pays de Comminges, corespunzând fostului comitat Comminges, un district al provinciei Gasconia situat în actualele departamente Gers, Haute-Garonne, Hautes-Pyrénées și Ariège. În zonă se pot găsi numeroase obiective turistice și culturale, inclusiv castele medievale, biserici și catedrale istorice, precum și o varietate de evenimente și festivaluri locale.
Cele mai apropiate comune sunt Benque-Dessous-et-Dessus, Trébons-de-Luchon, Saint-Paul-d'Oueil, Saint-Aventin, Cazaril-Laspènes, Castillon-de-Larboust, Cazeaux-de-Larboust și Billière. Aceste comune învecinate oferă posibilități pentru activități în aer liber, cum ar fi drumeții, ciclism sau schi în sezonul rece.

#### Geologie și relief

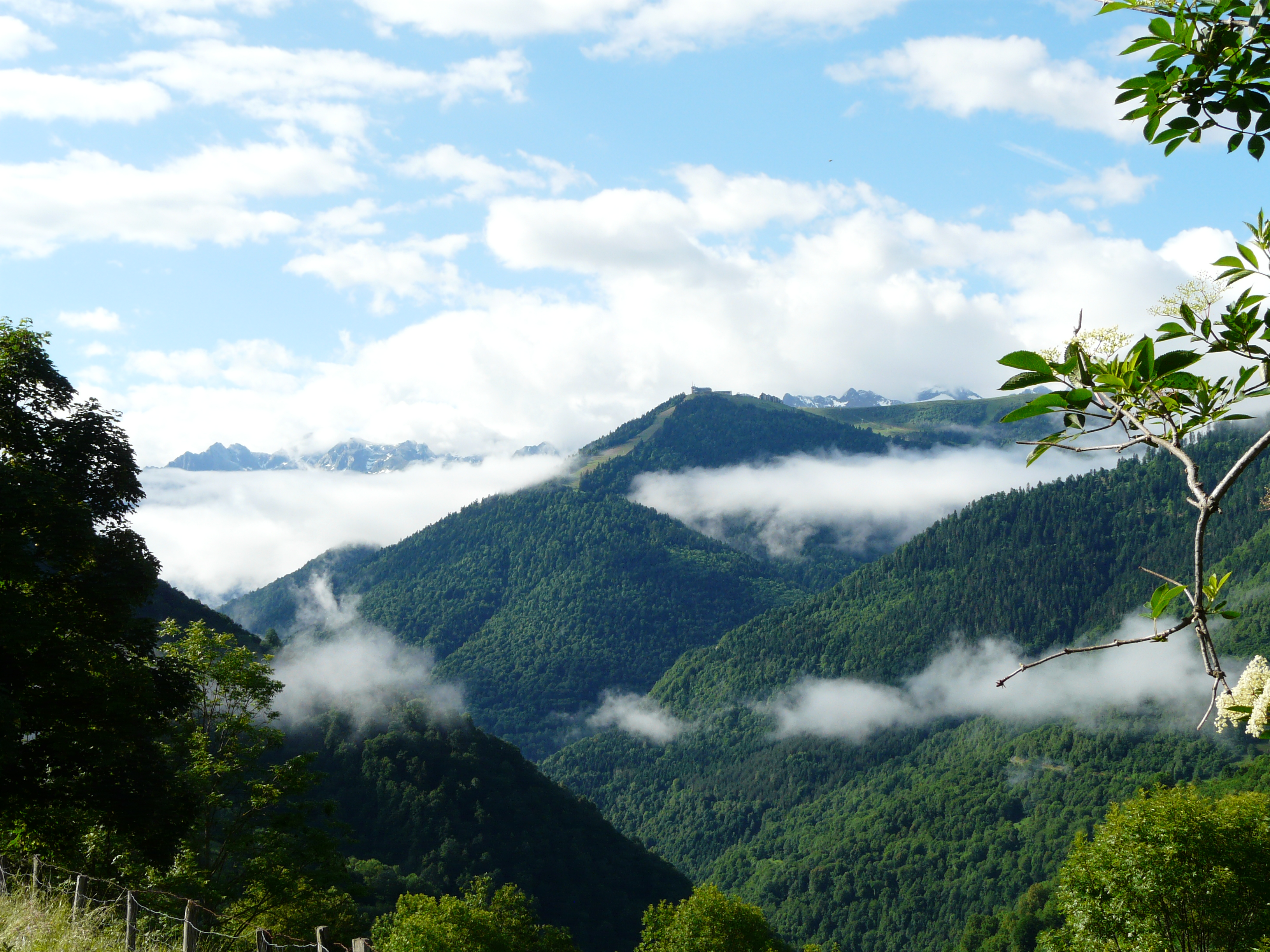
Pirineii văzuți de pe șoseaua D51a, la nord-vest de Saccourvielle

Suprafața comunei Saccourvielle este de 562 de hectare, iar relieful din zonă este caracterizat prin prezența lanțurilor muntoase și a văilor adânci. Altitudinea minimă din comună este de 833 de metri, unde Neste d'Oueil părăsește teritoriul comunei și se întâlnește cu comunele Trébons-de-Luchon și Saint-Aventin.
Altitudinea maximă din Saccourvielle este de 1 781 de metri, conform unei surse, și de 1 793 de metri conform altor surse din Geoportail, la Cap de Laragouère, la granița cu comuna Antignac. Această diferență poate fi datorată diferenței de măsurare a altitudinii în diferite puncte ale vârfului.
În general, relieful din zonă este caracterizat prin prezența munților și dealurilor înalte, precum și prin văi adânci și râuri care străbat teritoriul comunei. Aceste caracteristici fac din Saccourvielle o destinație populară pentru turiștii care caută aventuri în aer liber, cum ar fi drumeții, ciclism sau schi în sezonul rece.

#### Hidrografie
Comuna Saccourvielle este parte a bazinului hidrografic Adour-Garonne și se află în bazinul Garonne. Ea este drenată de Neste d'Oueil, Coume de Hournet și pârâul Caure, formând o rețea hidrografică totală de 4 km în lungime.
Neste d'Oueil este principalul curs de apă din comună, având o lungime totală de 12 km și izvorând în comuna Bourg-d'Oueil. Râul curge spre sud-est și traversează comuna Saccourvielle, precum și alte 9 comune înainte de a se vărsa în râul l'One la Saint-Aventin.
În plus, comuna dispune de numeroase alte cursuri de apă mai mici, cum ar fi Coume de Hournet și pârâul Caure. Acestea oferă oportunități pentru pescuit și alte activități recreative în aer liber.
Rețeaua hidrografică din Saccourvielle se îmbină cu rețeaua de drumuri locale, oferind acces facil la zonele de agrement și turistice din zonă. Comuna este o destinație populară pentru turiștii care doresc să exploreze peisajele naturale impresionante și să se bucure de activități în aer liber.

#### Clima
Conform clasificării climatelor din Franța, în 2010, clima din comuna Saccourvielle a fost clasificată ca fiind de tip "climă de munte", care se caracterizează prin temperaturi scăzute odată cu creșterea altitudinii. În general, se poate spune că temperatura scade rapid pe măsură ce se urcă în altitudine în această zonă.
În 2020, Météo-France încadrează tot comuna Saccourvielle în același tip de climă de munte, care se caracterizează prin variații semnificative ale vânturilor și precipitațiilor în funcție de locație. Nebulozitatea este minimă în timpul iernii și maximă în timpul verii.
Parametrii climatici care au fost utilizați pentru a determina tipologia climatelor din Franța în 2010 includ șase variabile pentru temperatura și opt pentru precipitații, ale căror valori corespund normalelor 1971-2000. Cele șapte variabile principale care caracterizează clima din comuna Saccourvielle sunt temperaturile medii lunare, temperaturile maxime și minime, precipitațiile medii lunare, precipitațiile maxime și minime, zilele cu precipitații și zilele cu îngheț. 
Un studiu realizat în 2014 de către Direcția Generală pentru Energie și Climă, completat de studii regionale, a prevăzut o creștere a temperaturii medii și o scădere a precipitațiilor medii, cu variații semnificative în funcție de regiune.
Aceste schimbări pot fi observate și la stația meteorologică cea mai apropiată de Saccourvielle, "Saint-Paul-d'Oueil", situată la 1 km în linie dreaptă în municipiul Saint-Paul-d'Oueil, unde temperatura medie anuală este de 9,8°C și precipitațiile sunt de 989,6 mm pentru perioada 1981-2010.
La stația meteorologică istorică cea mai apropiată, "Saint-Girons", situată în comuna Lorp-Sentaraille la 50 km distanță și pusă în funcțiune în 1949, temperatura medie anuală a crescut de la 12,2°C pentru perioada 1971-2000 la 12,7°C pentru perioada 1991-2020. Aceste schimbări ar putea fi reflectate și în comuna Saccourvielle și ar putea avea un impact asupra mediului natural și a activităților umane din zonă.

#### Mediul natural și biodiversitatea
Inventarul zonelor naturale de interes ecologic, faunistic și floristic (ZNIEFF) are ca scop identificarea și protejarea zonelor din punct de vedere ecologic, pentru a îmbunătăți cunoștințele despre patrimoniul natural național și pentru a oferi factorilor de decizie un instrument util în amenajarea teritoriului. În comuna Saccourvielle, există două ZNIEFF de tip 1 și două ZNIEFF de tip 2.
Cele două ZNIEFF de tip 1 sunt "chaînon du sommet d'Antenac au cap de Pouy de Hourmigué" (5.751 ha) și "vallée d'Oueil et soulane du Larboust" (6.150 ha). Acestea acoperă multiple comune, inclusiv Saccourvielle, și au o importanță deosebită din punct de vedere ecologic.
Cele două ZNIEFF de tip 2 sunt "Haute montagne en Haute-Garonne" (33 294 ha) și "Masivul Barousse și lanțul de la vârful Antenac până la capul Pouy de Hourmigué" (15 691 ha). Acestea acoperă, de asemenea, multiple comune, inclusiv Saccourvielle, și sunt importante pentru conservarea biodiversității și a habitatelor naturale.
Aceste zone sunt protejate și monitorizate pentru a asigura conservarea biodiversității și a habitatelor naturale, în timp ce se încearcă să se găsească un echilibru între protecția mediului natural și dezvoltarea economică și socială a comunei și a regiunii înconjurătoare.

## Evoluția populației
Evoluția numărului de locuitori în comuna Saccourvielle este cunoscută prin intermediul recensămintelor populației efectuate începând cu anul 1793. Începând din 2006, populația legală a comunelor este publicată anual de INSEE, iar pentru comunele cu mai puțin de 10.000 de locuitori, se efectuează o anchetă de recensământ a întregii populații la fiecare cinci ani, populațiile legale din anii intermediari fiind estimate prin interpolare sau extrapolare.

În 2020, comuna Saccourvielle avea 20 de locuitori, ceea ce reprezintă o creștere semnificativă de 42,86% față de 2014. Această creștere este mult mai mare decât media din departamentul Haute-Garonne (+7,44%) și media națională fără Mayotte (+1,9%). Este important de menționat că populația mică a comunei poate duce la fluctuații mari în ceea ce privește evoluția numărului de locuitori.
| An        | 1975 | 1982 | 1990 | 1999 | 2006 | 2009 | 2014 | 2020 |
| --------- | ---- | ---- | ---- | ---- | ---- | ---- | ---- | ---- |
| Populație | 13   | 10   | 16   | 14   | 11   | 13   | 15   | 20   |

## Economia

#### Ocuparea forței de muncă
Conform informațiilor furnizate, în 2018 populația activă din comuna Saccourvielle era de 8 persoane cu vârste cuprinse între 15 și 64 de ani, dintre care 44,4% erau active (33,3% angajate și 11,1% șomere) și 55,6% inactive. Rata șomajului comunal în rândul persoanelor cu vârste cuprinse între 15 și 64 de ani era mai mare decât cea a departamentului și a Franței. În 2008, situația era inversă.
Comuna face parte din inelul bazinului de influență Bagnères-de-Luchon, iar în 2018 avea doar un loc de muncă, față de 3 în 2013 și 1 în 2008. Numărul de persoane active cu loc de muncă care locuiesc în comună este de 3, iar indicatorul de concentrare a ocupării forței de muncă este de 33,3%, ceea ce reprezintă o rată de activitate relativ scăzută în rândul persoanelor cu vârsta de 15 ani sau mai mult.
Dintre cele 3 persoane cu vârsta de 15 ani sau peste care au un loc de muncă, 1 lucrează în comună, ceea ce reprezintă 33% din populația activă a comunei. Pentru a se deplasa la locul de muncă, majoritatea locuitorilor (66,7%) folosesc un vehicul personal sau al firmei cu patru roți, în timp ce 33,3% folosesc vehicule cu două roți, biciclete sau merg pe jos.

#### Agricultura
În anul 2020, orientarea tehnico-economică a agriculturii din comună este reprezentată de creșterea cailor și/sau a altor ierbivore.
În recensământul agricol din 2020, a fost identificată o singură fermă cu sediul în comuna Saccourvielle, față de două în 1988. Suprafața agricolă utilizată în comună este de 61 ha. Aceste informații sugerează că agricultura nu reprezintă o activitate economică dominantă în comuna Saccourvielle.

## Cultura și patrimoniul local

#### Locuri și monumente

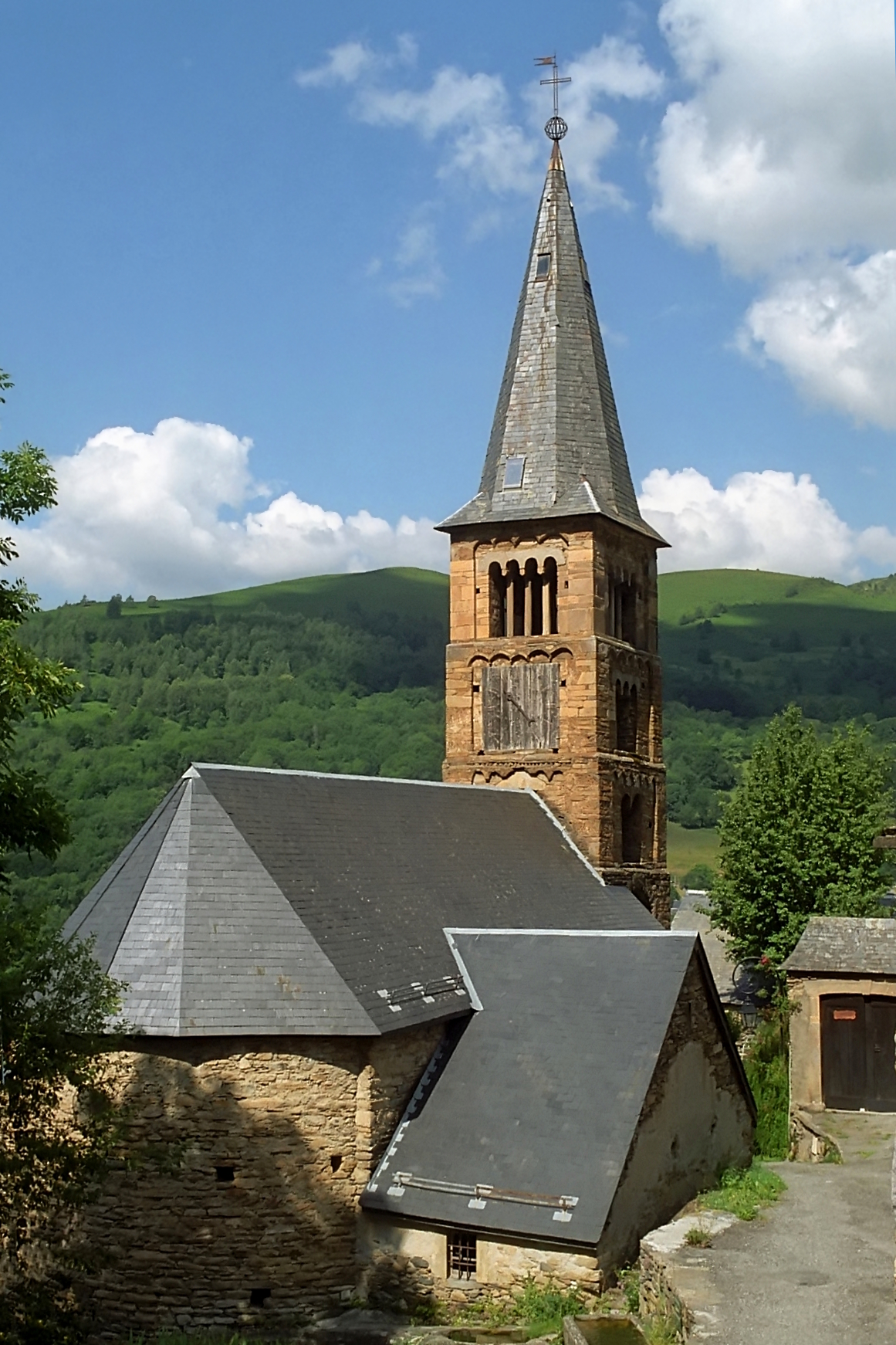
Biserica Sfântul Bartolomeu

Biserica Sfântul Bartolomeu reprezintă un exemplu remarcabil de arhitectură romanică pirenaică, situată în comuna Saccourvielle. Ea se caracterizează prin prezența unui turn clopot înalt cu turlă, cu plan pătrat, compus din trei etaje încastrate, decorate succesiv cu travee cu arcuri de cerc dublu, apoi triplu și cvadruplu. Această clădire a fost declarată monument istoric din 1944.

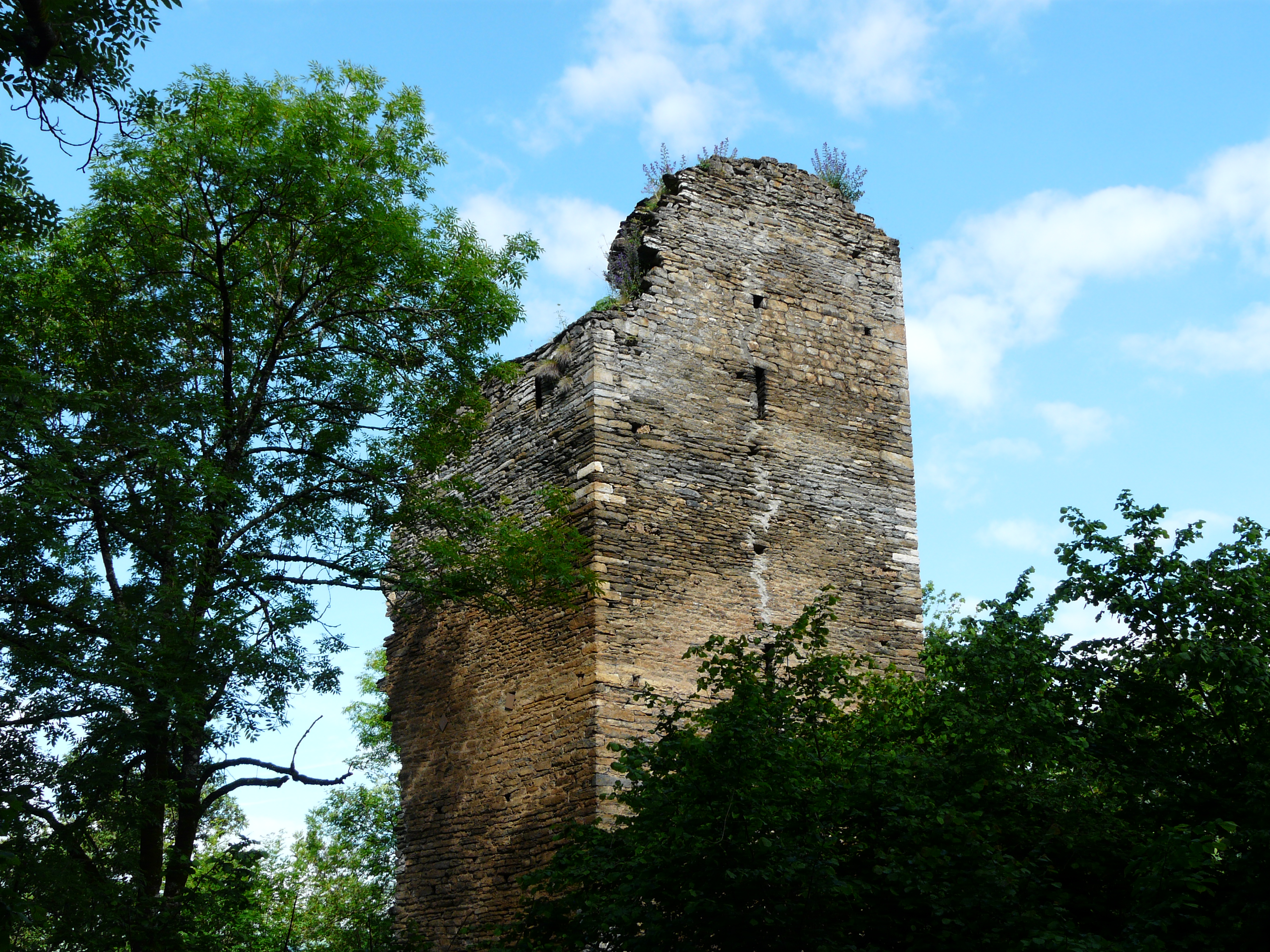
ruinele turnului Castel Blancat

De asemenea, ruinele turnului Castel Blancat din secolul al XI-lea se află în comuna Saccourvielle, dominând locul unde se întâlnesc văile Larboust și Oueil. Acesta este singurul vestigiu al unui fost castel al conților de Comminges.